# 藤崎彩花
藤崎 彩花（ふじさき あやか、1979年12月20日 - ）は、日本のAV女優。東京都出身。
現在は「藤咲 美玲（ふじさき みれい）」の芸名で熟女系女優として活動している。

## 略歴
- 1999年 『Glamourus』でAVデビュー
- 2002年 引退
- 2008年 企画系作品で復帰
- 2011年 藤咲沙耶に改名

## 作品

### オリジナルビデオ
- 新任女刑務官　檻の中の花芯 (V)  TMC  　...　陣内美和（精神科医）1998.11.21
- 盗撮病棟 覗かれた看護婦 (V) 　カレス・コミュニケーションズ         1999.05.07
- 盗撮フィットネスクラブ (V) 　カレス・コミュニケーションズ           1999.06.04
- 強奸監禁空港 (V) 　ピンクパイナップル＝ケイエスエス販売             1999.07.09
- 天使は別の顔

### アダルトビデオ
- Glamourus（レンタル）／グラマラス（セル）（1999年10月29日（レンタル）／2000年2月25日（セル）、マックス・エー）
- アール・ヌーボー（1999年12月30日、アトラス）
- 不法侵乳6（レンタル）／不法侵乳（セル）（2000年3月30日（レンタル）／2000年5月19日（セル）、マックス・エー）
- パンストラヴァーズ（2000年2月29日、アトラス）
- SEXUAL（2000年4月21日、アトラス）
- POISON（2000年4月21日、トライハートコーポレーション）
- NEO出血大制服57（2000年4月25日、アトラス）
- ボディコン・ファッカー（2000年6月20日、アトラス）
- 女教師狩り in 藤崎彩花（2000年7月21日（レンタル）／2000年11月24日（セル）、マックス・エー）
- 覗かれて爆乳（2000年8月17日、セクシア（トライハートコーポレーション））
- 監禁ボディドール（2000年9月22日、マックス・エー）
- SHOW TIME（2000年11月15日、セクシア）…他出演:横浜ゆき
- 藤崎彩花 バリの休日（2000年12月1日、MOODYZ）
- 卍（2000年12月22日（レンタル）／2001年5月25日（セル）、マックス・エー）共演:沢木まゆみ
- 乳（ニュー）スター誕生（2001年1月1日、MOODYZ）共演:夢野まりあ、山咲あかり、琴野まゆ、Akira
- BONDAGE DOLL V（2001年1月21日、シネマジック）
- 坂の上の娼館に住む女達（2001年2月1日、MOODYZ）共演:エリカ、美穂ゆうき、朝倉麗、桜田佳子、奥菜千春
- COSTUME PRINCESS（2001年3月1日、MOODYZ）
- 逆ナンパ素人狩り 膣締め（2001年4月1日、MOODYZ）
- CUM！ぶっかけ（2001年5月1日、MOODYZ）
- 崩壊 inBali　（2001年6月1日、MOODYZ）
- シスターM（2001年7月1日、MOODYZ）…共演:吉井美希、内田希、真崎ゆかり
- 藤崎彩花黒人と犯る！（2001年8月1日、MOODYZ）
- 大乱交（2001年9月1日、MOODYZ）
- 淫欲多重人格（2001年10月3日、アタッカーズ）
- 艶　（2001年10月5日、グローリークエスト）
- The巨乳スチュワーデス（2001年11月1日、ドリームチケット）他出演:葉山みづき、井上千尋
- 早熟痴女（2001年11月9日、グローリークエスト）
- 女社長レイプ 高慢の代償　（2001年11月14日、アタッカーズ）
- 貞操帯の彩花（2001年10月15日、サンセットカラー）
- 藤崎彩花を緊縛（2002年1月15日、サンセットカラー）
- 誘惑ミセス 40（2002年1月24日、U&K）
- セクシャルオフィス（2002年2月14日、ドリームチケット）他出演:星崎未来、宝来みゆき
- 藤崎彩花 美巨乳×淫乱×痴女（2002年3月2日、グローリークエスト）
- ブーツ&ストッキング（2002年3月13日、ドリームチケット）他出演:星崎未来、雪野弥生
- 藤崎彩花&麻川奈々の異常な性欲 逆ナンパ編 （2002年8月26日、プリンセスロード）共演:麻川奈々
- 藤崎彩花&麻川奈々の異常な性欲 人妻編 （2002年8月26日、プリンセスロード）共演:麻川奈々
- 藤崎彩花&麻川奈々の異常な性欲 痴女編 （2002年9月20日、プリンセスロード）共演:麻川奈々
- epicurean SM （2002年9月20日、プリンセスロード）…共演:麻川奈々
- 淫華乱舞 　（2003年5月23日（レンタル）/2003年6月27日（セル）、宇宙企画（メディアステーション））共演:藤森エレナ
- 若妻の匂い（光夜蝶）

他

## イメージ作品
- Re藤崎彩花（2005年4月20日、スパークビジョン）

## 写真集
- IMMORAL（1998年11月26日、音楽専科社
- l’amour（1999年12月26日、メディアックス）
- 妖華（2000年12月31日、音楽専科社
- SM写真集 焦れた蝶（2001年10月1日、大洋図書）

### ネット配信
- スタジオライブ　藤崎彩花（2003年5月9日、STUDIO LIVE）

## 出演
- アルテミッシュNIGHT(テレビ東京)